# Remijia roraimae
Remijia roraimae là một loài thực vật có hoa trong họ Thiến thảo. Loài này được (Benth.) K.Schum. miêu tả khoa học đầu tiên năm 1889.